# Arne Norell
Arne Norell, född 14 april 1917 i Kristinehamn, död 29 maj 1971 i Bredestads församling, Aneby, Småland, var en svensk möbelformgivare och entreprenör. Arne Norell utbildade sig till möbeltapetserare och startade möbelföretaget Möbel AB Arne Norell i Solna 1954, idag känt under namnet Norell Möbel AB (Norell Furniture). Han flyttade tillverkningen till Aneby 1958. Han var i sin formgivning påverkad av Dansk design och fick postumt utmärkelsen Showpiece of the year 1973 för  loungefåtöljen Ari i skinn och fjäderstål från 1966 av British Furniture Manufacturers. Han är far till möbelformgivaren Marie Norell-Möller. Hans design produceras än idag.